# Clima Franței
În Franța există mai multe zone climatice, care variază dinspre nord înspre sud. Astfel, în nord-vest predomină clima temperat-maritimă, cu ierni blânde și veri răcoroase, precipitațiile fiind repartizate uniform de-a lungul lunilor anului. În centrul țării, clima este temperată de tranziție, cu ierni mai reci și veri mai calde. Litoralul sudic al țării are climă subtropical-mediteraneană, în timp ce în sud-vestul țării, datorită munților Pirinei clima poate fi, la înălțimi de peste 1.500 de metri, temperat alpină.
-sfertul nord-vestic al țării aparține zonei bretone, cu nuanțe pariziene și flamande; aceasta este caracterizată printr-un regim de temperatură blând, cu variații reduse de temperatură și cu precipitații relativ importante;
-la sud de aceasta, zona aquitană, cu aceleași caracteristici ca și zona bretonă, dar cu temperaturi mai ridicate;
-în nord-estul țării, zona Lorenei deține caracteristici semicontinentale, cu ierni reci și precipitații mai reduse decât în vest;
-pe coasta Mării Mediterane, zona provensală este caracterizată prin numeroase zile însorite, cu veri calde și uscate și cu ierni blânde și umede;
-între zona Lorenei și cea provensală se află zona dunăreană cu rol de zonă de tranziție, cu variații mari de temperatură;
-zona montană, ce corespunde regiunilor de altitudini ridicate, este caracterizată prin ierni reci și umede, cu precipitații nivale importante.
```
   Mare parte din teritoriile de peste mări este, în schimb, dominată de clima tropicală (de intensitate variabilă),[b 8] excepție făcând Guyana franceză (climă ecuatorială),[14] Saint-Pierre-et-Miquelon (climă temperat-oceanică)[15] și teritoriile australe și antarctice franceze (cu climă polară și temperat-oceanică).[16]
```

Franța metropolitană se confruntă și cu evenimente climatice cu consecințe importante: furtuni (cele din decembrie 1999⁠(fr) au doborât 7% din copacii din pădurile franceze[b 9]), canicule (canicula din 2003 din Europa soldându-se cu 15.000 de morți[b 9]), incendii și inundații.
Temperatura medie în Franța a crescut cu 0,1 °C în medie pe deceniu de-a lungul secolului al XX-lea.[b 10]